# Antique basilique vaticane
L'antique basilique vaticane était un édifice religieux chrétien située à Rome, presque à l'emplacement de l'actuelle basilique Saint-Pierre et qui exista du IVe siècle au XVIe siècle. 

## Histoire

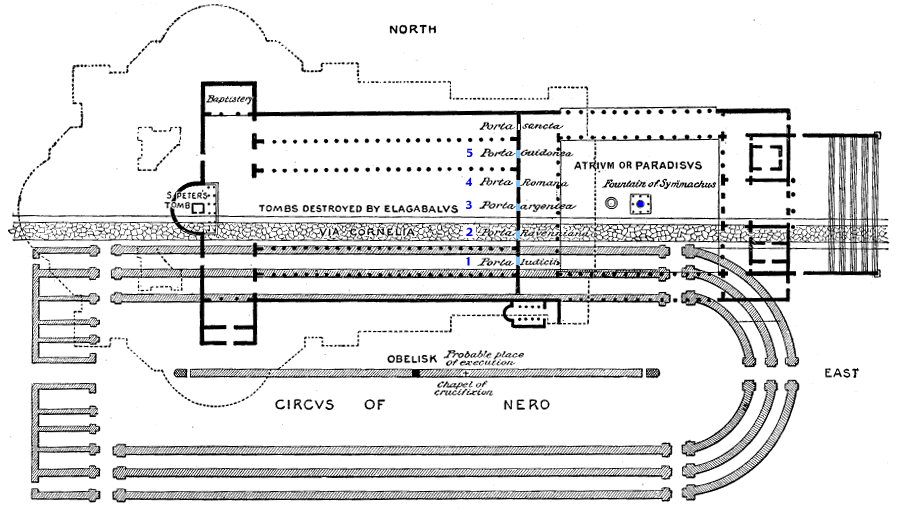
Situation de la basilique constantinienne, par rapport au cirque de Caligula et de Néron (Circus Vaticanus) et à la basilique actuelle.

L'antique basilique est selon le Liber Pontificalis (source dont les données doivent être étudiées avec prudence) construite par l'empereur Constantin Ier à la demande du pape Sylvestre Ier. Il décida de l'édifier sur un cirque romain et une nécropole alignée le long d'un sentier sur la colline du Vatican où la tradition orale fixait l'emplacement de la tombe de saint Pierre, ce qui l'obligea à exproprier des sépultures existantes, en principe inviolables. Une légende veut que l'empereur Constantin vint à cet endroit huit jours après son baptême, y ôta son diadème, le jeta par terre. Puis, avec une houe, il commença à creuser et emporta lui-même douze corbeilles de terre, en l’honneur des douze Apôtres, désignant alors l’emplacement destiné à la basilique. Les sources historiques, épigraphiques et archéologiques suggèrent la construction d'éléments architecturaux au niveau de la tombe de l'apôtre débutant entre 326 et 337, mais il semble plus probable que le fondateur de la basilique ne soit pas l'empereur Constantin, mais ses successeurs, probablement son fils Constant Ier, la papauté ayant reconstruit a posteriori l'origine constantinienne de l'édifice afin de renforcer le lien de la basilique avec le prince des apôtres et le premier empereur chrétien, et ce dans un contexte de rivalité avec la basilique du Très-Saint-Sauveur (actuelle basilique Saint-Jean-de-Latran), considérée comme la « mère » en ancienneté et dignité de toutes les églises de Rome.
Selon la tradition, la basilique nécessita le nivellement du sol (la nécropole était en effet située sur les flancs de la colline du Vatican dont la terre servit à ce nivellement) et la démolition du Circus Vaticanus (appelé aussi cirque de Caligula et de Néron dont les spolia des matériaux furent réutilisés à cette occasion) qui s'étendait sur la partie sud du chantier. Pour obtenir une surface suffisamment grande pour la construction envisagée, il fut ainsi nécessaire de combler beaucoup de sépultures de la nécropole, à l'exception notamment de la tombe de saint Pierre, et d'établir au-dessus de la nécropole comblée une terrasse artificielle.

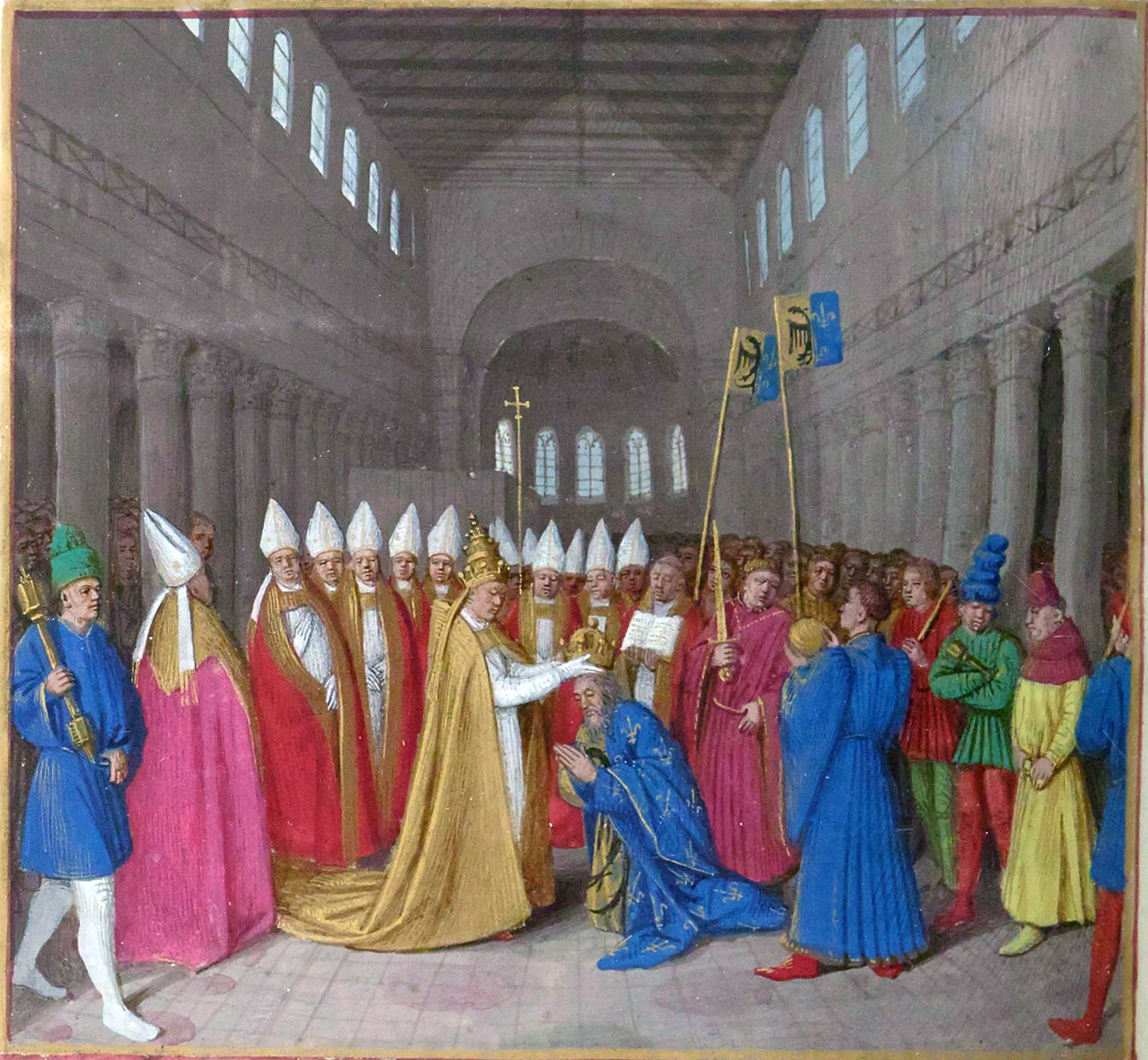
Jean Fouquet, Grandes Chroniques de France, Sacre de Charlemagne, en la basilique vaticane XV).

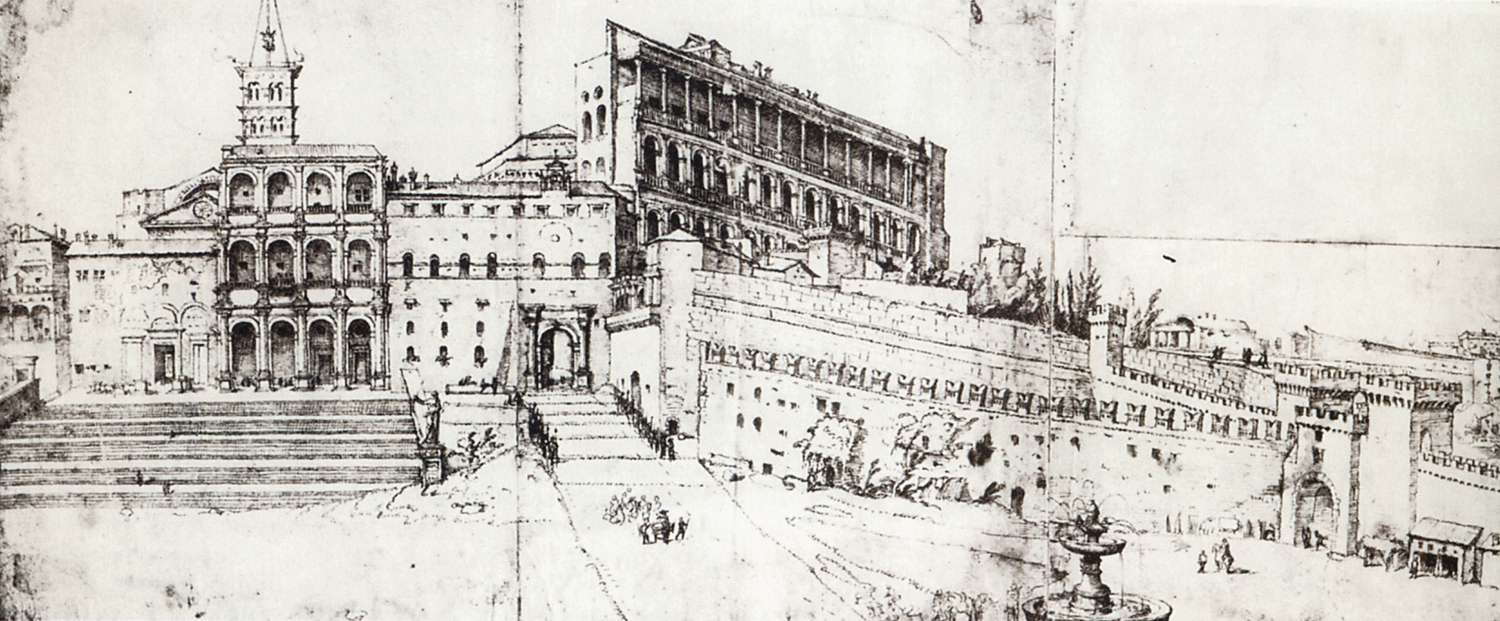
L'ancienne basilique et le palais apostolique vers 1530, dessin de Maarten van Heemskerck.

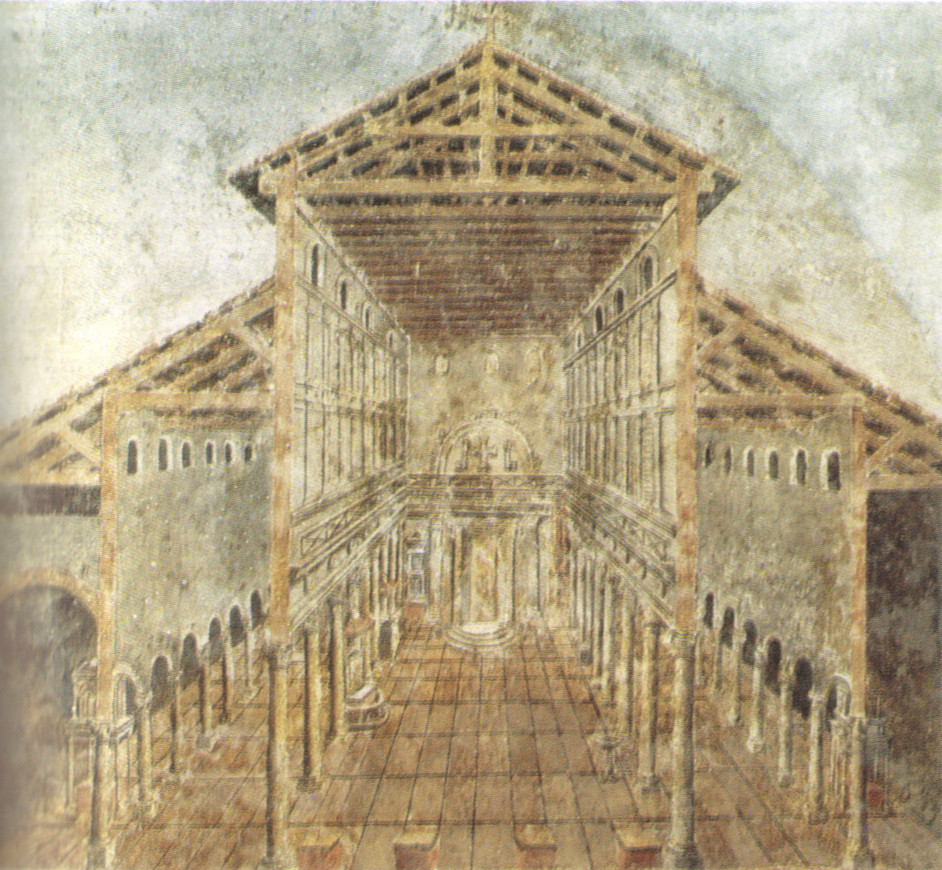
Fresque de la nécropole papale de la basilique Saint-Pierre reproduisant la basilique au IV.

C'était une basilique classique de 8 052 m2 (soit 122 × 66 m), comportant une nef à cinq vaisseaux séparées par des colonnes de marbre coloré, un transept saillant, une abside semi-circulaire (construite autour de la tombe de saint Pierre), et deux doubles bas-côtés. L'édifice était précédé d'un grand péristyle (ou atrium, dit parfois quadriportique), une cour à portique au centre de laquelle se trouvait une fontaine à ablutions décorée d'une pomme de pin et de paons en bronze, et d'une façade à propylées. Il se situait sur la partie ouest de l'actuelle place Saint-Pierre. De grandes dimensions, l'édifice avait environ 103 mètres de long (122 avec l'atrium) et pouvait accueillir des milliers de fidèles. La basilique de Maxence et Constantin occupait la majeure partie de la superficie de l'édifice actuel. L'édifice était relativement sombre et tout un apparat de luminaires venaient compléter l'éclairage.
La chute de l'Empire romain entraîna le déclin progressif de Rome mais la basilique devint un des principaux lieux de pèlerinage au Moyen Âge avec son cœur symbolique, la tombe de saint Pierre. Une fenestella confessionis, ouverture dans la « confessio de Saint-Pierre » permettait aux pèlerins de voir les reliques de l'apôtre. Au VIe siècle, refaisant la partie occidentale de l'édifice, le pape Grégoire Ier fit surélever le presbytérium afin qu'un autel fût au-dessus du tombeau de l'apôtre désormais logé dans une crypte annulaire. 
Les trésors de la basilique furent pillés par les Wisigoths en 410, les Vandales en 455 et les Sarrasins en 846. Le pape Léon IV fit alors édifier de 848 à 852 la Cité léonine pour défendre la basilique contre les incursions musulmanes. Cela ne l'empêcha pas d'être pillée par les Normands en 1084.
Au début du XIVe siècle, lors du départ des papes pour Avignon, la basilique dégradée notamment par l’eau qui dévalait de la colline du Vatican, menaçait de tomber en ruine.
Après le retour des papes avignonnais à Rome en 1378, le premier pape qui semble avoir pensé sérieusement à une reconstruction de la basilique fut Nicolas V, à qui Bernardo Rossellino exposa en 1452 le projet d'un nouvel édifice ou d'une rénovation complète de l'ancienne basilique. Mais il ne put venir à bout de ces projets, à cause des problèmes politiques du moment.
En 1492, Alexandre VI projeta la construction d'une nouvelle basilique pour remplacer celle de l'époque romaine, vieillissante et en mauvais état, sans concrétisation.  
C'est en 1505 que Jules II décida de démolir l'ancien édifice pour construire à la place un bâtiment plus vaste et plus moderne, plus à même de remplir les fonctions d'une basilique pontificale. Ce projet donna lieu à un concours d'architectes, auquel prirent part un grand nombre d'artistes qui se succédèrent pendant environ 120 ans.
La nouvelle basilique fut consacrée par le pape Urbain VIII en 1626.